# It Rhymes with Lust
It Rhymes with Lust (« Cela rime avec le désir ») est une bande dessinée américaine dessinée par Matt Baker, encrée par Ray Osrin (en) et écrite par Arnold Drake et Leslie Waller.

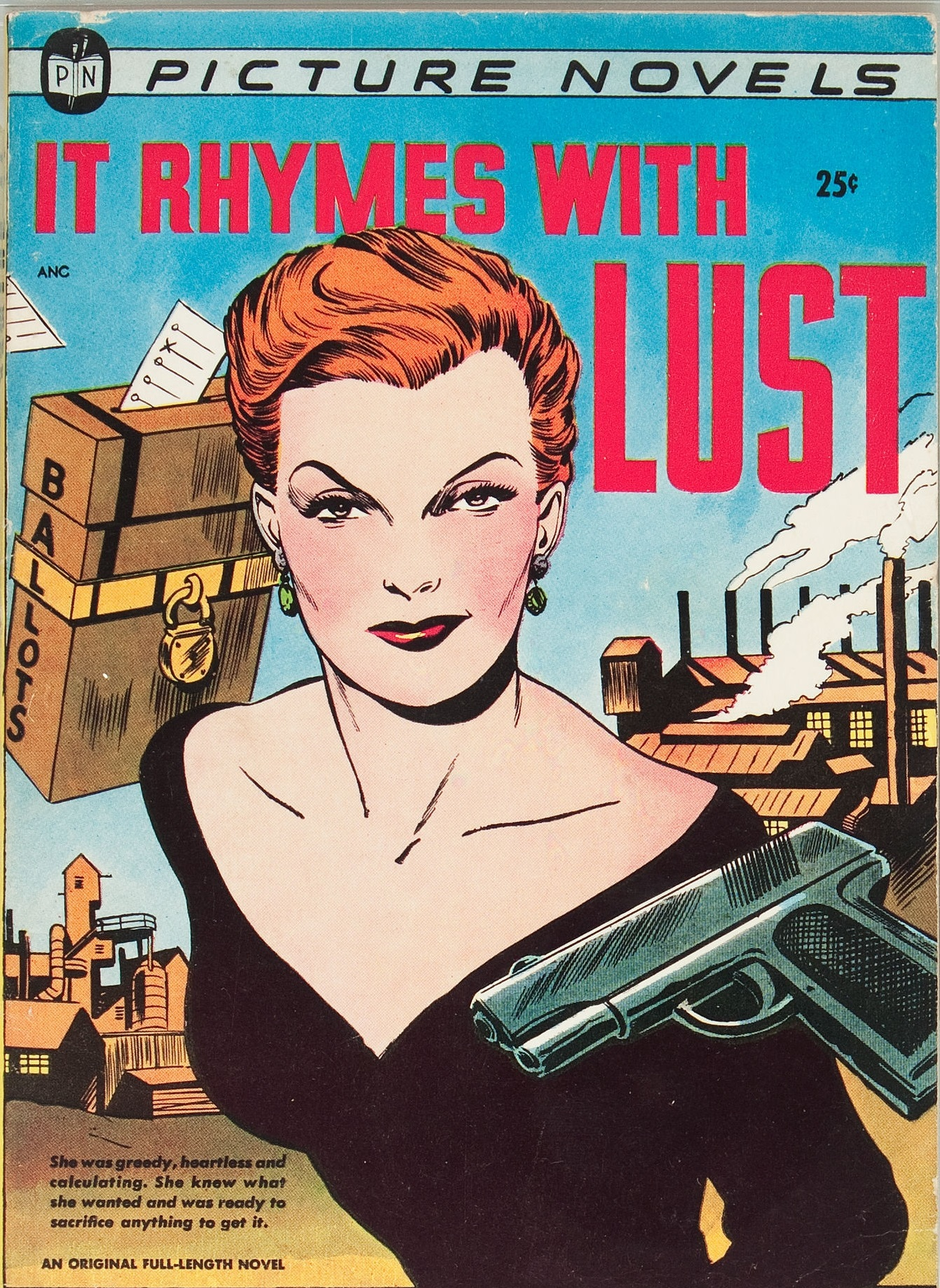
Couverture de 1950.

Cette bande dessinée sentimentale a été publiée directement en album en 1950 par St. John Publications, qui cherchait à innover en proposant des « picture novels » (« romans en image »). Si cette expérience éditoriale a fait long feu, elle vaut à It Rhymes with Lust d'être considéré depuis sa redécouverte dans les années 2000 comme l'un des premiers exemples de roman graphique.
La bande dessinée a été rééditée dans son intégralité en 2006 dans le numéro 277 du Comics Journal.